# Psychologisches Institut der Universität Zürich
Das Psychologische Institut der Universität Zürich geht zurück auf eine Laborgründung im Jahre 1897 und gehört daher neben den Instituten in Berlin, Bonn, Freiburg, Göttingen, Graz, Innsbruck, Kiel, Leipzig, München und Würzburg zu den ältesten Orten psychologischer Forschung. Die Psychologie entstand als Erfahrungswissenschaft, die an Universitäten betrieben wird, mit der Eröffnung der ersten psychologischen Laboratorien 1875 durch William James an der Harvard University und 1879 durch Wilhelm Wundt in Leipzig.

## Geschichte

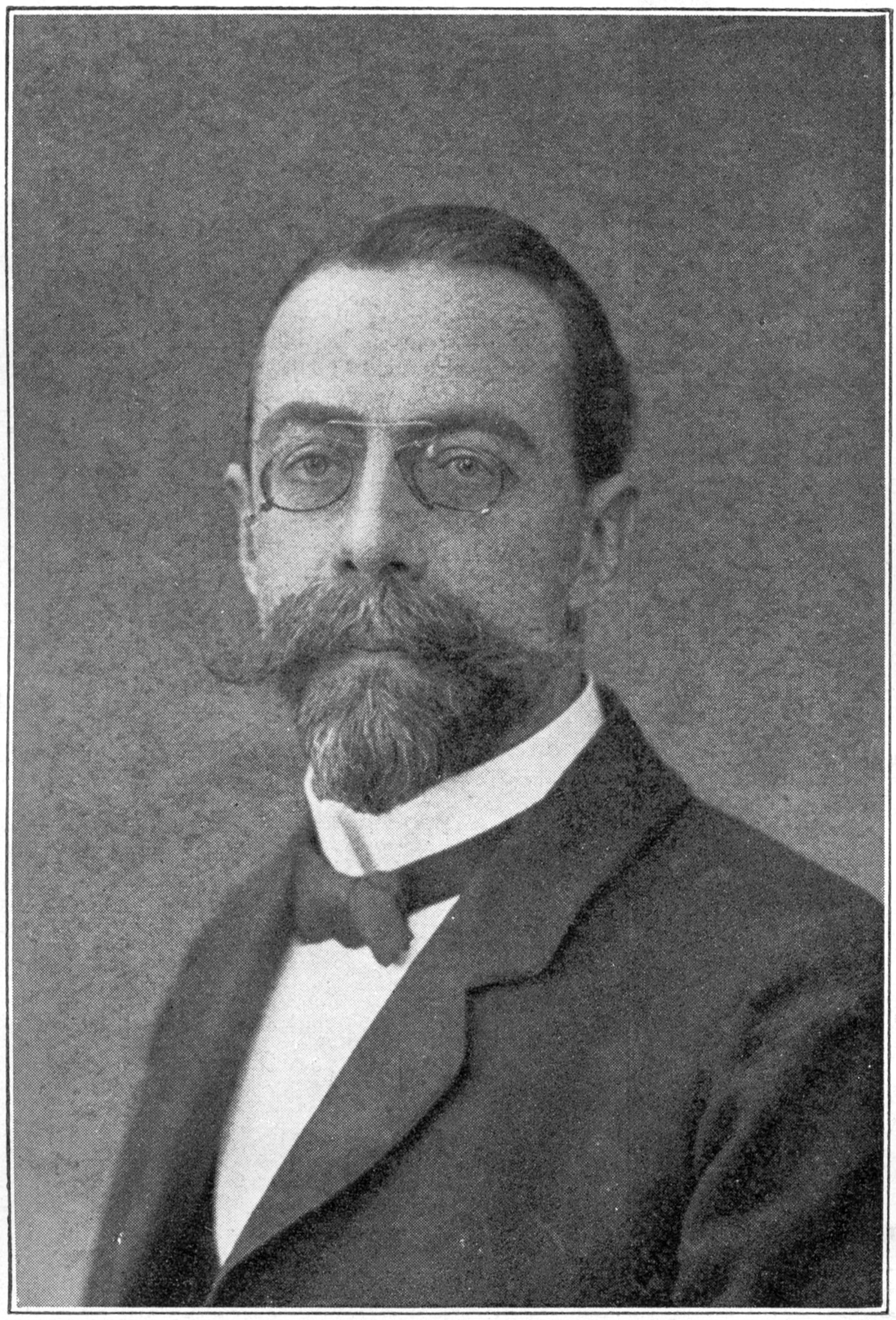
Ernst Meumann

Vor seiner Berufung nach Leipzig forschte und lehrte Wilhelm Wundt als Professor für induktive Philosophie für zwei Semester an der Universität Zürich. Ihm folgte Wilhelm Windelband, der ebenfalls nur zwei Semester in Zürich blieb. Sein Nachfolger, Richard Avenarius, gerade bei Wundt in Leipzig habilitiert und vermutlich auf Wundts Empfehlung nach Zürich berufen, setzte die psychologische Interpretation des Philosophie-Lehrstuhls fort.

### Gründung 1897
Die Gründung des Psychologischen Instituts der Universität Zürich kann auf das Jahr 1897 datiert werden, in dem Ernst Meumann als Nachfolger von Avenarius sein Psychologisches Labor eröffnete, das ihm im Rahmen seiner Berufungsverhandlungen zugesagt worden war.

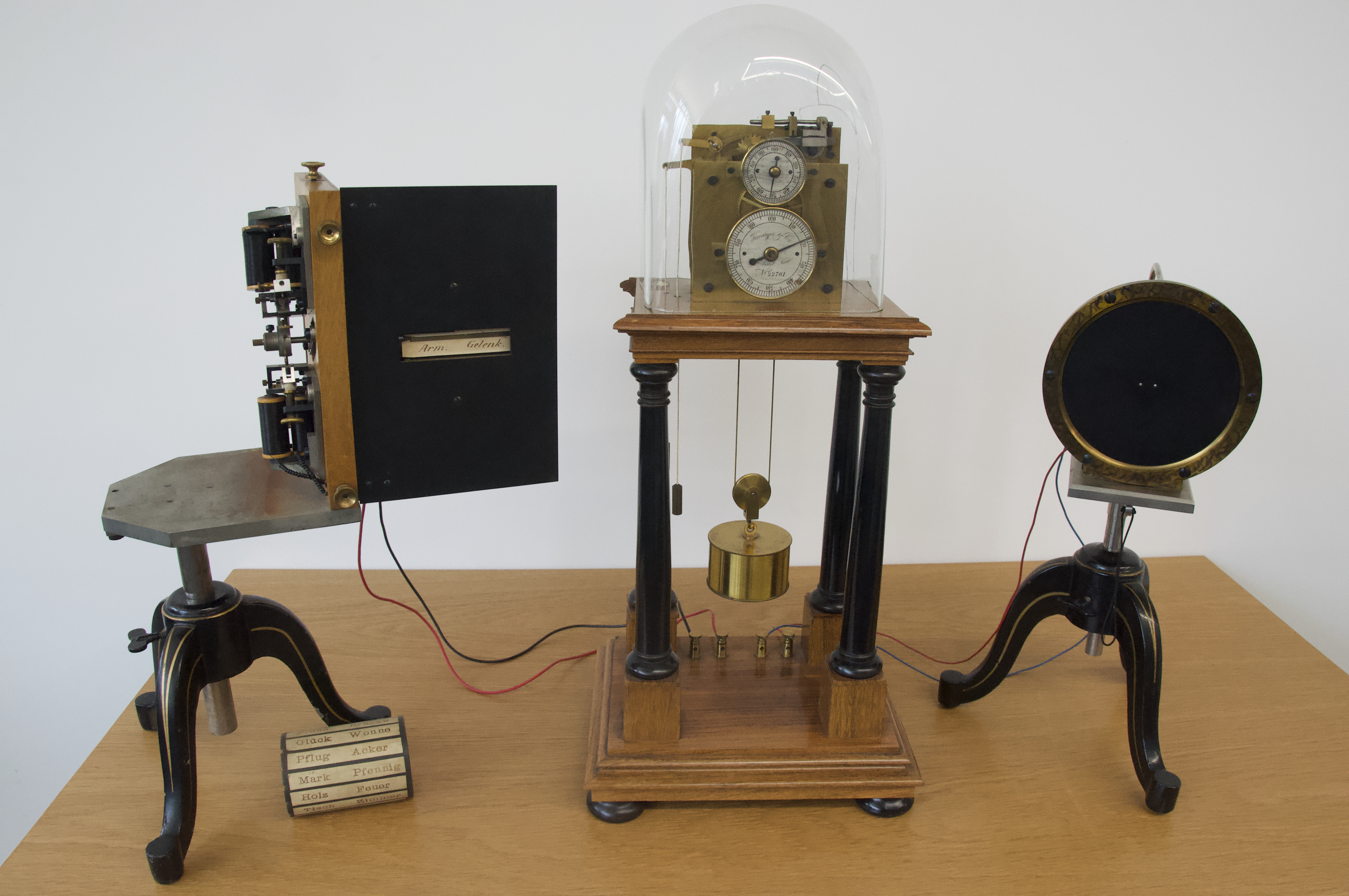
Apparate zur Reaktionszeitmessung aus dem Archiv des Psychologischen Instituts der Universität Zürich

Meumann verschmolz die empirisch-psychologischen Methoden mit erziehungswissenschaftlichen Problemen zur Experimentellen Pädagogik und bot regelmässig experimentalpsychologische Kurse an. In der Folge stieg das studentische Interesse an Psychologie (obwohl seine Lehrveranstaltungen teilweise um 5 Uhr morgens begannen). Die Hörerzahlen stiegen von 30 in den 1890er Jahren auf über 87 im Sommersemester 1905. Die Schaffung eines zweiten auf Psychologie ausgerichteten Philosophie-Lehrstuhls zog mit Gustav Störring einen weiteren Wundt-Schüler nach Zürich. Nach dem Weggang Meumanns nach Königsberg wurde – gegen die Empfehlung Wundts, der seinen Schüler Gottlob Friedrich Lipps ins Spiel bringen wollte – Friedrich Schumann berufen, der später zu den Gründern der Gestaltpsychologie gerechnet wird. Lipps kam wenig später als Nachfolger von Störring doch noch nach Zürich und sollte für 20 Jahre das Psychologische Institut prägen. Unterstützt wurde er dabei von den beiden angewandten Psychologen Arthur Wreschner (zunächst Assistent von Meumann, später Extraordinarius) und  Julius Suter (später Gründer des Psychotechnischen Instituts in Zürich, heute das  Institut für Angewandte Psychologie).
Nach dem Tod von Lipps 1931 sorgte die antipositivistische Stimmung an der Philosophischen Fakultät dafür, dass sein Lehrstuhl mit dem rein geisteswissenschaftlich arbeitenden Eberhard Grisebach aus Jena wiederbesetzt wurde, das psychologische Labor wurde aufgegeben und Psychologie als Prüfungsfach gestrichen. Eine Gruppe von Studierenden ersuchte den Erziehungsrat, wieder einen psychologischen Lehrstuhl zu schaffen und Psychologie als Hauptfach anzubieten, was zunächst nicht von Erfolg gekrönt war. Allerdings wurde 1938 der Privatdozent Suter, in dessen Wirken die Anfänge der Arbeitspsychologie in Zürich gesehen werden können, auf ein Extraordinariat berufen.

### Wiederaufbau ab 1947
Mit der Berufung von Wilhelm Keller (von Habermas als einer seiner Lehrer bezeichnet) setzte ein Wiederaufschwung der Psychologie an der Philosophischen Fakultät ein. Obwohl er selbst eher philosophisch arbeitete, trug er als Direktor mit zum Ausbau des Psychologischen Instituts bei. Er wirkte darauf ein, dass im Herbstsemester 1948 Psychologie erstmals als Hauptfach gelehrt wurde. Bereits 1975 studierten 750 Studierende im Hauptfach und 220 im Nebenfach. Bei der Besetzung vier weiterer Lehrstühle wurde darauf geachtet, dass sowohl die empirische (Hans Biäsch, Ulrich Moser, Gerhard Schmidtchen) als auch die theoretische Psychologie (Detlev von Uslar) bedient wurde.
Bis Ende des Jahrhunderts werden neben Wiederbesetzungen auch neue Lehrstühle geschaffen (Etablierung der Psychologischen Methodenlehre und je ein zusätzliches Ordinariat in der klinischen und in der Sozialpsychologie). Die auf den zweiten klinischen Lehrstuhl berufene Inge Strauch war nicht nur die erste Professorin am Psychologischen Institut, sondern die erste Frau überhaupt, die an der Philosophischen Fakultät ein Ordinariat innehatte. Nach ihr wurde 2018 eine Gastprofessur benannt.

### Wachstum ab 2002

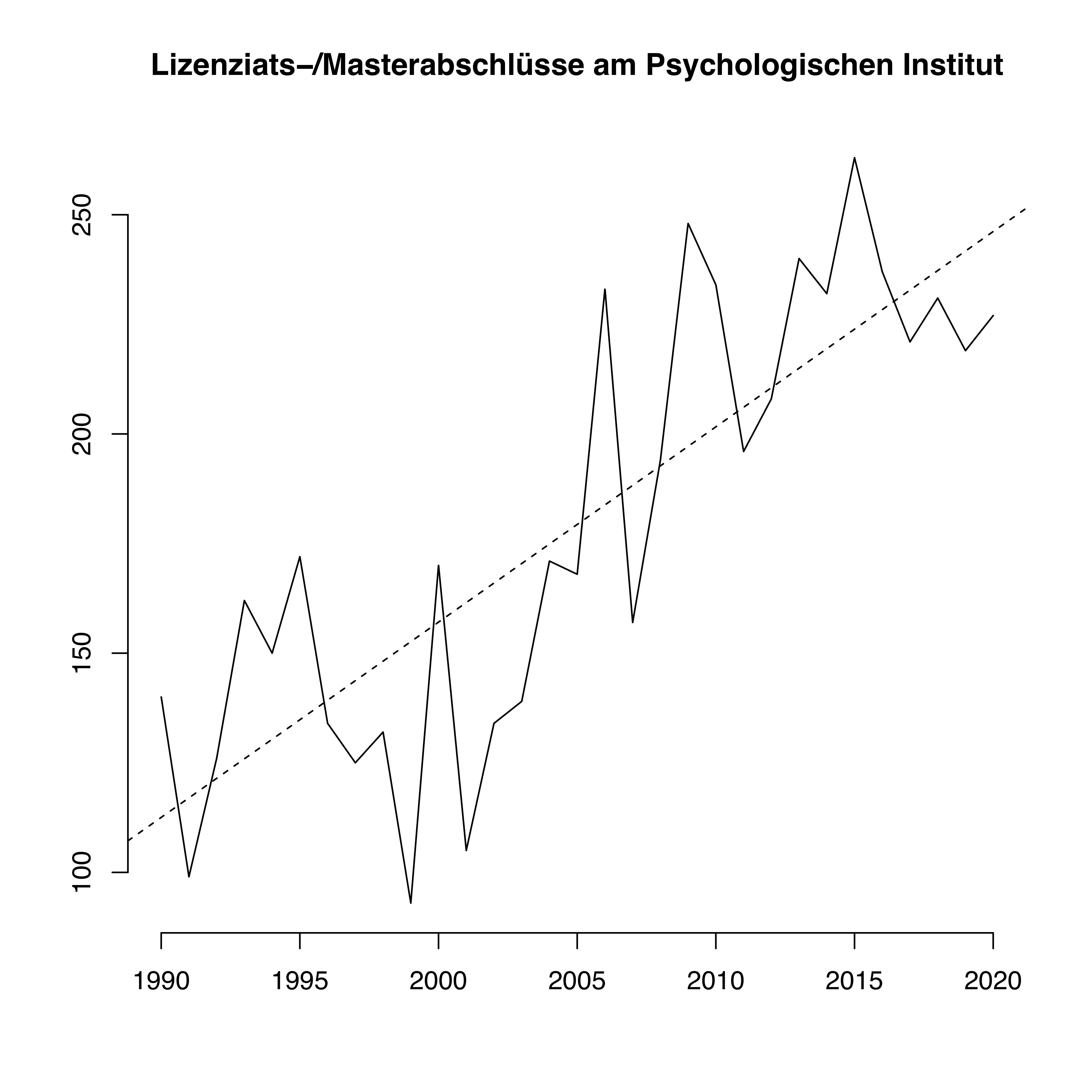
Entwicklung der Lizenziats- und Master-Abschlüsse am Psychologischen Institut der Universität Zürich 1990–2020

Um die Jahrtausendwende wird die Psychologie in den Jahresberichten der Universität Zürich wiederholt als "traditionelles Engpassfach" erwähnt, womit das numerische Betreuungsverhältnis von Studierenden zu Dozierenden gemeint ist, dass sich aufgrund der hohen studentischen Nachfrage des Fachs Psychologie zusehends verschlechtert. Folgerichtig werden ab 2002 gleich acht neue Ordinariate besetzt. Seit 2006 sind alle Lehrstühle in einem gemeinsamen Gebäude in Zürich-Oerlikon (Binzmühlestrasse 14) auf dem  Campus Oerlikon untergebracht.

### Jubiläum 2022
Im Jahr 2022 feierte das Psychologische Institut sein 125-jähriges Jubiläum. Im Zuge der Vorbereitungen auf das Jubiläum wurden die sterblichen Überreste von Richard Avenarius auf dem Friedhof Sihlfeld feierlich wiederbeigesetzt, nachdem sie seit 1925 an der Universität Zürich aufbewahrt worden waren, zunächst in der Säule mit der Büste von Avenarius vor der Aula und danach im Universitätsarchiv. 
| Name                            | Professur                                                                      | Nachfolger von          | Beginn | Ende |
| ------------------------------- | ------------------------------------------------------------------------------ | ----------------------- | ------ | ---- |
| Ernst Meumann                   | Induktive Philosophie                                                          | Richard Avenarius       | 1897   | 1905 |
| Gustav Störring                 | Geschichte der Philosophie                                                     |                         | 1902   | 1911 |
| Arthur Wreschner                | Physiologische Psychologie                                                     |                         | 1910   | 1932 |
| Friedrich Schumann              | Induktive Philosophie                                                          | Ernst Meumann           | 1905   | 1910 |
| Gottlob Friedrich Lipps         | Systematische Philosophie, allgemeine Pädagogik und experimentelle Psychologie | Gustav Störring         | 1911   | 1931 |
| Eberhard Grisebach              | Systematische Philosophie, allgemeine Pädagogik und experimentelle Psychologie | Gottlob Friedrich Lipps | 1931   | 1945 |
| Julius Suter                    | Systematische Psychologie                                                      |                         | 1938   | 1952 |
| Friedrich 'Wilhelm' Keller      | Systematische Philosophie und Psychologie                                      | Eberhard Grisebach      | 1947   | 1974 |
| Hans Biäsch                     | Praktische Psychologie                                                         |                         | 1958   | 1971 |
| Ulrich Moser                    | Angewandte (später: Klinische) Psychologie                                     |                         | 1962   | 1990 |
| Detlev von Uslar                | Allgemeine theoretische Psychologie                                            |                         | 1967   | 1993 |
| Gerhard Schmidtchen             | Sozialpsychologie                                                              |                         | 1968   | 1990 |
| François Stoll                  | Angewandte Psychologie                                                         | Hans Biäsch             | 1973   | 2004 |
| Norbert Bischof                 | Allgemeine Psychologie                                                         | Wilhelm Keller          | 1975   | 1997 |
| Inge Strauch                    | Klinische Psychologie                                                          |                         | 1976   | 1999 |
| Heinz Stefan Herzka             | Psychopathologie des Kindes- und Jugendalters (Psychiatrie)                    |                         | 1977   | 2001 |
| Christian Scharfetter           | Psychopathologie des Erwachsenalters (Psychiatrie)                             |                         | 1978   | 1999 |
| René Hirsig                     | Psychologische Methodenlehre                                                   |                         | 1985   | 2009 |
| Brigitte Boothe                 | Klinische Psychologie                                                          | Ulrich Moser            | 1990   | 2013 |
| Heinz Gutscher                  | Sozialpsychologie                                                              | Gerhard Schmidtchen     | 1990   | 2012 |
| Rainer Hornung                  | Sozial- und Gesundheitspsychologie                                             |                         | 1992   | 2013 |
| Urs Schallberger                | Angewandte Psychologie und Persönlichkeitsforschung                            |                         | 1992   | 2006 |
| Wolfgang Marx                   | Allgemeine Psychologie                                                         | Detlev von Uslar        | 1994   | 2008 |
| Friedrich Wilkening             | Allgemeine Psychologie                                                         | Norbert Bischof         | 1997   | 2012 |
| Ulrike Ehlert                   | Klinische Psychologie und Psychotherapie                                       | Inge Strauch            | 1999   |      |
| Willibald Ruch                  | Persönlichkeitspsychologie und Diagnostik                                      |                         | 2002   | 2021 |
| Lutz Jäncke                     | Neuropsychologie                                                               |                         | 2002   | 2022 |
| Mike Martin                     | Gerontopsychologie und Gerontologie                                            |                         | 2002   |      |
| Veronika Brandstätter-Morawietz | Allgemeine Psychologie: Motivation                                             |                         | 2003   |      |
| Martin Kleinmann                | Arbeits- und Organisationspsychologie                                          |                         | 2003   |      |
| Klaus Jonas                     | Sozial- und Wirtschaftspsychologie                                             |                         | 2003   | 2022 |
| Alexandra M. Freund             | Entwicklungspsychologie: Erwachsenenalter                                      | François Stoll          | 2004   |      |
| Andreas Maercker                | Psychopathologie und klinische Intervention                                    | Christian Scharfetter   | 2005   |      |
| Guy Bodenmann                   | Klinische Psychologie mit Schwerpunkt Kinder/Jugendliche und Paare/Familien    |                         | 2008   |      |
| Klaus Oberauer                  | Allgemeine Psychologie: Kognition                                              | Wolfgang Marx           | 2008   |      |
| Carolin Strobl                  | Psychologische Methodenlehre, Evaluation und Statistik                         | René Hirsig             | 2011   |      |
| Moritz Daum                     | Entwicklungspsychologie                                                        | Friedrich Wilkening     | 2012   |      |
| Johannes Ullrich                | Sozialpsychologie                                                              | Heinz Gutscher          | 2013   |      |
| Birgit Watzke                   | Klinische Psychologie mit Schwerpunkt Psychotherapieforschung                  | Brigitte Boothe         | 2013   |      |
| Urte Scholz                     | Angewandte Sozial- und Gesundheitspsychologie                                  | Rainer Hornung          | 2013   |      |
| Markus Landolt                  | Gesundheitspsychologie des Kindes- und Jugendalters (Kinderspital)             |                         | 2014   |      |
| Birgit Kleim                    | Experimentelle Psychopathologie und Psychotherapie (Psychiatrie)               |                         | 2016   |      |
| Nicolas Langer                  | Methoden der Plastizitätsforschung                                             |                         | 2016   |      |
| Lilly Shanahan                  | Klinische Entwicklungspsychologie (Jacobs Center)                              |                         | 2016   |      |
| Nora Maria Raschle              | Psychologie der Entwicklung von Kindern und Jugendlichen (Jacobs Center)       |                         | 2019   |      |
| Holger Brandt                   | Quantitative Methoden der Intervention und Evaluation                          |                         | 2019   | 2021 |
| Wiebke Bleidorn                 | Differenzielle Psychologie und Diagnostik                                      | Willibald Ruch          | 2021   |      |
| Christopher Hopwood             | Persönlichkeitspsychologie                                                     |                         | 2021   |      |
| Jörg Gross                      | Sozial- und Wirtschaftspsychologie                                             | Klaus Jonas             | 2022   |      |
| Paul Sauseng                    | Neuropsychologie und Kognitive Neurowissenschaft                               | Lutz Jäncke             | 2023   |      |
| Charles Driver                  | Quantitative Methoden der Intervention und der Evaluation                      |                         | 2024   |      |

## Bekannte Absolventinnen und Absolventen
Am Psychologischen Institut der Universität Zürich haben unter anderem die folgenden  Persönlichkeiten studiert:
- Józefa Fabianna Kodis (1893, erste weibliche Doktorierende)
- Helena Schapiro (1904)
- Moritz Schlick (1907)
- Jürgen Habermas (1950)
- Urs Leuthard (1983)
- Jacqueline Fehr (1991)
- Catalin Dorian Florescu
- Carlo Strenger